# Lluvia negra
Lluvia negra (黒い雨 (Kuroi ame?)) es una película dramática japonesa de 1989 dirigida por Shōhei Imamura y basada en la novela homónima de  Ibuse Masuji. El argumento está centrado en los efectos causados por la bomba atómica de Hiroshima. Su título hace referencia al concepto de «lluvia negra» utilizado por los supervivientes de la catástrofe para referirse a una de las consecuencias de esta guerra nuclear, en este caso en forma de precipitación nociva.

## Argumento
La película empieza en 1945, poco antes de los bombardeos sobre Hiroshima y Nagasaki. Cuando se produce una gigantesca explosión visible desde un poblado de la prefectura de Hiroshima, Shizuma Shigematsu (Kazuo Kitamura) y su familia, entre las que se encuentra Yasuko (Yoshiko Tanaka) se acercan al lugar del incidente manteniéndose a una distancia prudencial mientras les cae del cielo una lluvia negruzca que les impregna la piel sin ser conscientes de las graves consecuencias.
Cuando Shigematsu y su esposa Shigeko (Etsuko Ichihara) desean que Yasuko encuentre un esposo, esta última se ve rechazada por varios hombres ante la posibilidad de que esté contaminada debido a la extraña precipitación.
A medida que avanza la trama, Shigematsu ve cómo su familia y amigos supervivientes empiezan a sucumbir a las enfermedades por radiación al mismo tiempo que Yasuko le pide la mano a Yuichi (Keisuke Ishida), el cual padece de estrés postraumático a causa de la guerra.

## Reparto
- Yoshiko Tanaka es Yasuko.
- Kazuo Kitamura es Shigematsu Shizuma.
- Etsuko Ichihara es Shigeko Shizuma.
- Shōichi Ozawa es Shokichi.
- Norihei Miki es Kotaro.
- Keisuke Ishida es Yuichi.
- Hisako Hara es Kin.
- Masato Yamada es Tatsu.
- Taiji Tonoyama